# Беклемишево (Сонковский район)
Беклемишево — деревня в Сонковском районе Тверской области России. Входит в состав Григорковского сельского поселения.

## География
Деревня находится в восточной части Тверской области, в подзоне южной тайги, при автодороге 28Н-1512, на расстоянии примерно 9 км (по прямой) к юго-юго-западу от посёлка городского типа Сонково, административного центра района. Абсолютная высота — 182 м над уровнем моря.

### Климат
Климат характеризуется как умеренно континентальный, с относительно прохладным влажным летом и умеренно мягкой снежной зимой. Среднегодовая температура воздуха — 2,6 °C. Минимальная температура воздуха в зимний период — −34 °C, максимальная температура воздуха летнего периода — 36 °С. Годовое количество атмосферных осадков составляет 450—650 мм, из которых большая часть выпадает в тёплый период. Среднегодовая скорость ветра — 2 м/с.

### Часовой пояс
Деревня Беклемишево, как и вся Тверская область, находится в часовой зоне МСК (московское время). Смещение применяемого времени относительно UTC составляет +3:00.

## Население
| 1859 | 1889 | 1897 | 2002 | 2010 |
| ---- | ---- | ---- | ---- | ---- |
| 641  | ↘603 | ↘491 | ↘25  | ↘14  |

### Национальный состав
Согласно результатам переписи 2002 года, в национальной структуре населения русские составляли 100 % из 25 чел.